# Георги Костадиев
Георги Костадиев (Костандиев, Константинов) Шивачев е български революционер, деец на Вътрешната македоно-одринска революционна организация.

## Биография
Костадиев е роден на 25 февруари 1879 година в Малко Търново, в Османската империя, днес в България. Завършва III прогимназиален клас и работи като шивач. От 1901 година е член на ВМОРО. Става четник при Георги Кондолов в 1902 година, а в следващата 1903 година е в четата на Пеню Шиваров. През Илинденско-Преображенското въстание Костадиев е определен за подвойвода на Кладарския революционен участък с войвода Димитър Халачев и извършва нападението срещу турското село Потурнаково, Малкотърновско.
Умира на 23 февруари 1942 година във Варна.